# Revoz
Revoz D.D. is de enige overgebleven Sloveense autofabrikant. Het bedrijf is gevestigd te Novo mesto.

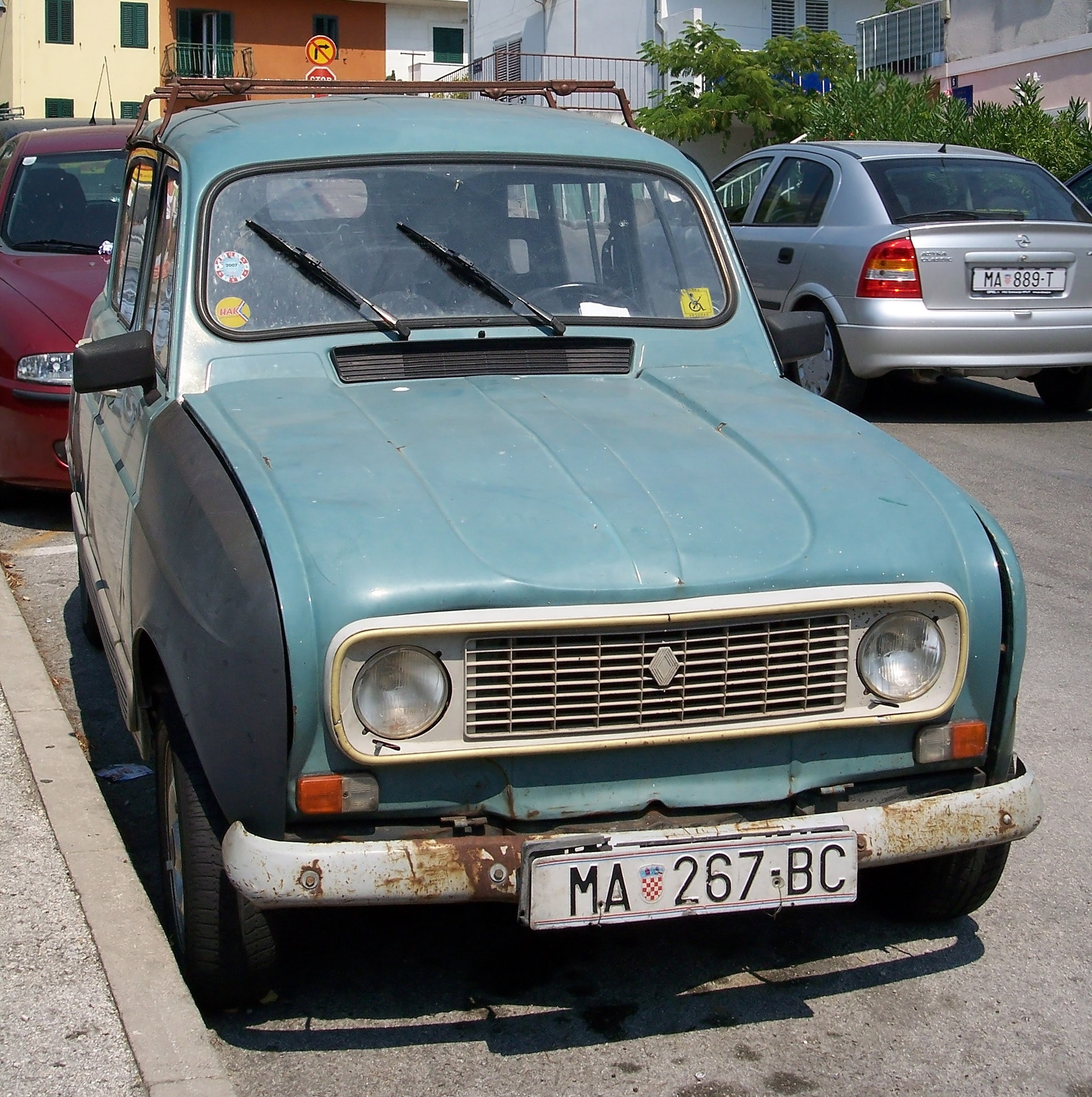
Renault 4

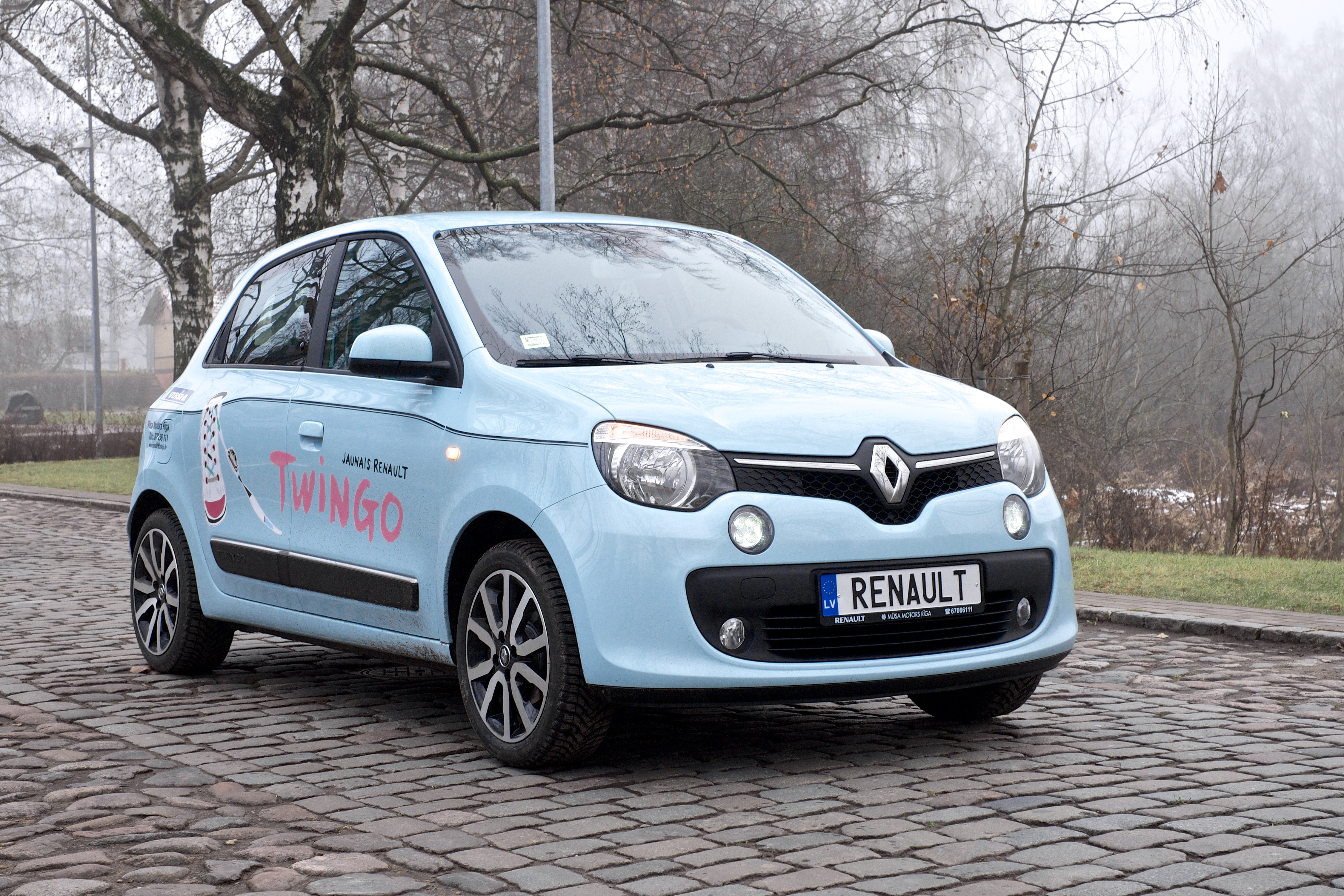
Renault Twingo III

## Geschiedenis

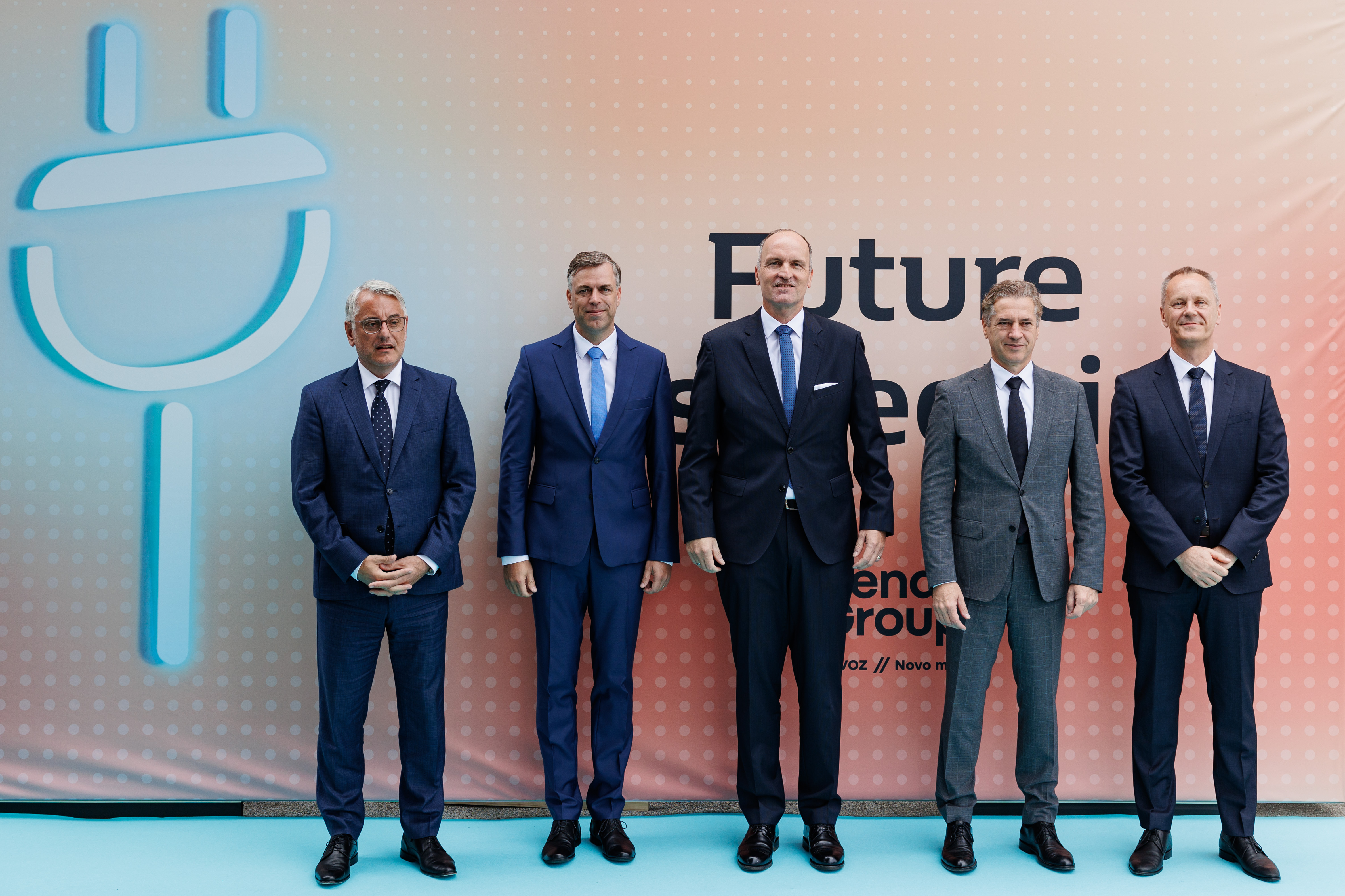
2024

In 1988 werd Revoz opgericht als joint venture tussen IMV en Renault. De naam is een samenstelling van Renault Vozil (Renault-voertuigen).
De productie van Renault-modellen werd voortgezet. Het enige model in 1988 was de Renault 4, die in Joegoslavië in de volksmond Katrca werd genoemd. Van 1989 tot 1996 rolde daarnaast de tweede generatie Renault 5 (Supercinq) van de productiebanden. De overgrote meerderheid werd naar Europa geëxporteerd en de fabriek ontwikkelde zich tot een belangrijk onderdeel van het wereldwijde netwerk van Renault. In 1992 namen de Fransen een meerderheidsbelang in de onderneming; sinds 2004 is Revoz 100% eigendom van Renault.
In 1993 loste de eerste generatie Clio de R4 af als belangrijkste in Novo mesto geproduceerde model, in 1998 gevolgd door de tweede generatie Clio. Op dat moment werd 97% van de jaarproductie van 200.000 auto's geëxporteerd. De productiekosten in Novo mesto lagen meer dan 20 jaar na de val van het communisme nog altijd lager dan die in de Spaanse of Franse Renault-fabrieken, wat de vestiging een voordeel geeft bij de productie van kleine auto's.
Tegenwoordig zijn de derde generatie van de Renault Twingo en de tweede generatie van de Smart ForFour de belangrijkste bij Revoz geproduceerde modellen.